# Tanythorax spinosus
Tanythorax spinosus är en stekelart som beskrevs av Gibson 1989. Tanythorax spinosus ingår i släktet Tanythorax och familjen hoppglanssteklar.
Artens utbredningsområde är:
- Papua Nya Guinea.
- Filippinerna.

Inga underarter finns listade i Catalogue of Life.